# Eystrup
Eystrup ist eine Gemeinde in der Samtgemeinde Grafschaft Hoya im Landkreis Nienburg/Weser in Niedersachsen.

## Geschichte
Eine alte Bezeichnung des Ortes ist um 1025 Estorp. In alten Schreibungen ist der Ortsname identisch mit Estorf: 1217 Estorpe. (auch: Eißdorff). Die Grundform lautet Ages-thorp und bedeutet „Dorf eines ‚Agi‘“, zu Egge, Ecke für Kante, Schärfe des Schwertes.
Die Gegend um Eystrup war bereits früh besiedelt. Ein 1897 gemachter archäologischer Fund, von 750 bis 600 v. Chr. (Hortfund vom Blankenmoor bei Eystrup), besteht aus bronzenen Schmuckstücken wie einem Armring, weiteren Ringen (ein Wendelring von 15 cm und ein Ring von 8,5 cm Durchmesser) und einer Bernsteinkette.

Die Kirche in Eystrup wurde 1179 erstmals erwähnt.
1945 wurde in Bücken das Unternehmen Albin Grünzig & Co. neugegründet, ein Turn-, Sport- und Spielplatz-Gerätehersteller, der später nach Eystrup umzog.
Am 29. November 1951 kam es im Postamt Eystrup zu einer Explosion durch eine Paketbombe. Sie war vom Attentäter Erich von Halacz abgeschickt und an Carl Mayntz, den Leiter der Marmeladenfabrik Göbber, adressiert. Als die Kontoristin der Firma Göbber, Margret Grüneklee, das Paket abholte, kam es zu einer Explosion, bei der sie ums Leben kam.
Bis 1977 gehörte Eystrup zum Landkreis Grafschaft Hoya, kam mit der Gebietsreform dann zum Landkreis Nienburg.

2011 fusionierte die Samtgemeinde Eystrup mit der Samtgemeinde Grafschaft Hoya.

Am 1. März 1974 wurde die kleine Nachbargemeinde Mahlen eingegliedert.

## Einwohnerentwicklung
| Jahr      | 1885 | 1925 | 1933 | 1939 | 2008 | 2015 | 30. Juni 2019 | 30. Juni 2020 |
| --------- | ---- | ---- | ---- | ---- | ---- | ---- | ------------- | ------------- |
| Einwohner | 741  | 976  | 1369 | 1408 | 3308 | 3251 | 3413          | 3421          |

## Politik

### Gemeinderat
Der Gemeinderat Eystrup setzt sich aus 15 Ratsfrauen und Ratsherren zusammen.
- SPD: 6 Sitze
- CDU: 6 Sitze
- Grüne: 2 Sitze
- FDP: 1 Sitz

(Stand: Kommunalwahl am 12. September 2021)

### Bürgermeister
Am 16. November 2016 wurde Jost Egen zum Bürgermeister der Gemeinde Eystrup gewählt. Zuvor war er bereits von 2001 bis 2009 Samtgemeindebürgermeister.

### Bisherige Amtsinhaber
- 1974–1980: Bruno Marz (CDU)
- 1980–~2005: Alfred Schindler (CDU)
- ~2005–2011: Wilhelm Bergmann-Kramer (CDU)
- 2011–2015: Manfred Ernst (SPD)
- 2015–2016: Wilhelm Bergmann-Kramer (CDU), wurde gem. §105 NKomVG aus der Mitte des Rates für die verbleibende Wahlperiode bis 31. Oktober 2016 für den am 17. Mai 2015 verstorbenen Manfred Ernst gewählt.
- seit 2016: Jost Egen (SPD)

### Bisherige Gemeindedirektoren
- Hans Joachim Blumenberg
- Paul Frankmölle
- Hans Hermann
- Jost Egen
- Detlef Meyer

## Kultur und Sehenswürdigkeiten
- Willehadi-Kirche
- Die Windmühle Margarethe, ein Galerieholländer von 1861, steht auf einer kleinen Anhöhe. Sie  ist mit einem Motor- und zwei Windmahlgängen noch weitestgehend funktionstüchtig, zur Demonstration bei besonderen Gelegenheiten. Betreut wird die Mühle vom Verein Eystruper Mühlenfreunde. Seit 2003 gibt es in der Mühle ein Trauzimmer des Standesamtes Eystrup.[9]
- Herrenhaus Kirchstraße 22 aus dem 18. Jahrhundert vom Rittergut Eystrup
- Wohn- und Wirtschaftsgebäude Doenhauser Straße 30 von 1750 und 1857; auch nach 1857 Schloss Doenhausen bzw. Kronenfeldtscher Hof genannt
- Hofanlage Mahlen 3, Hofanlage Mahlen 4 und Hofanlage Mahlen 5 aus zum Teil dem 17. Jahrhundert

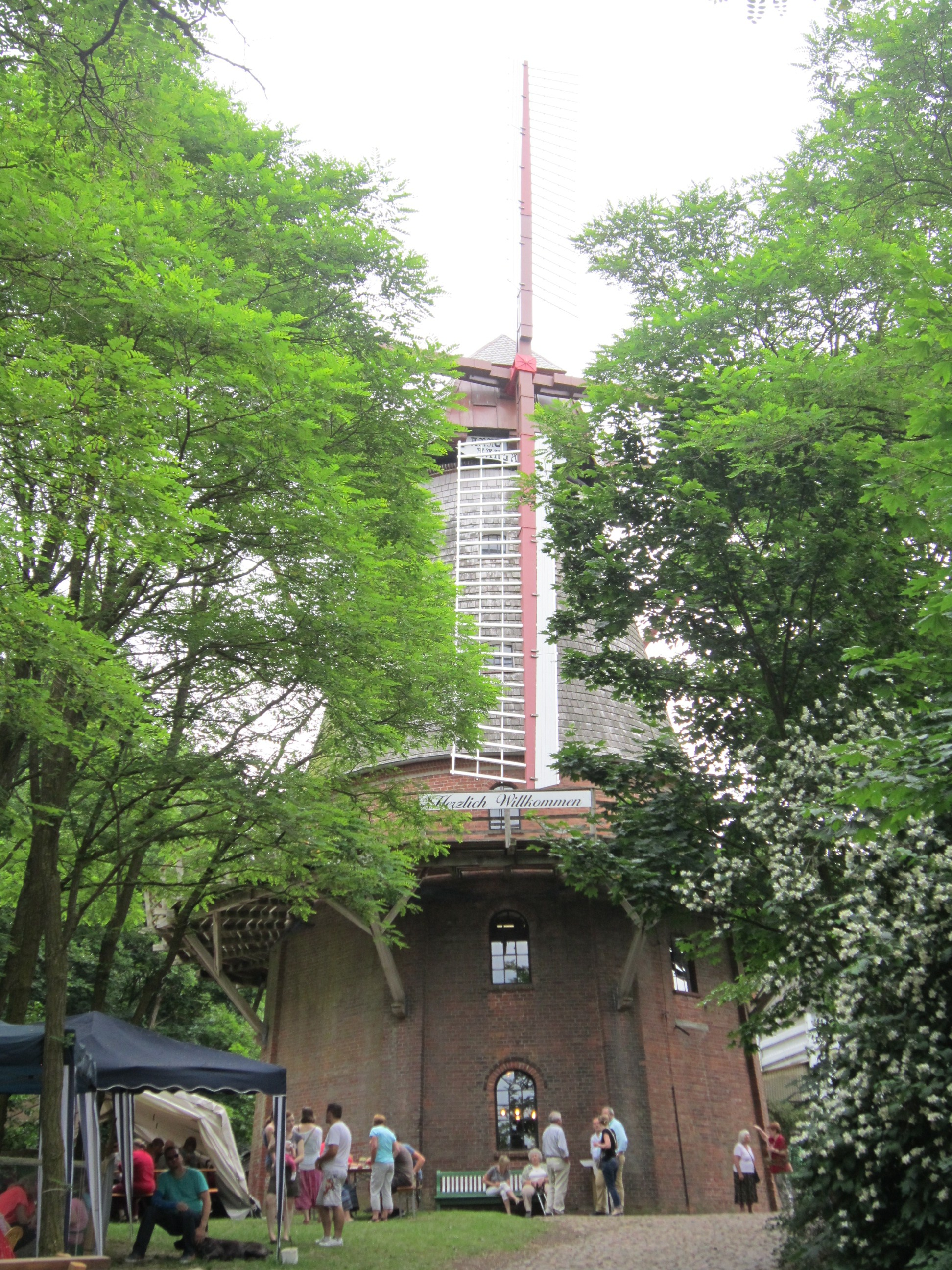
Windmühle Margarethe
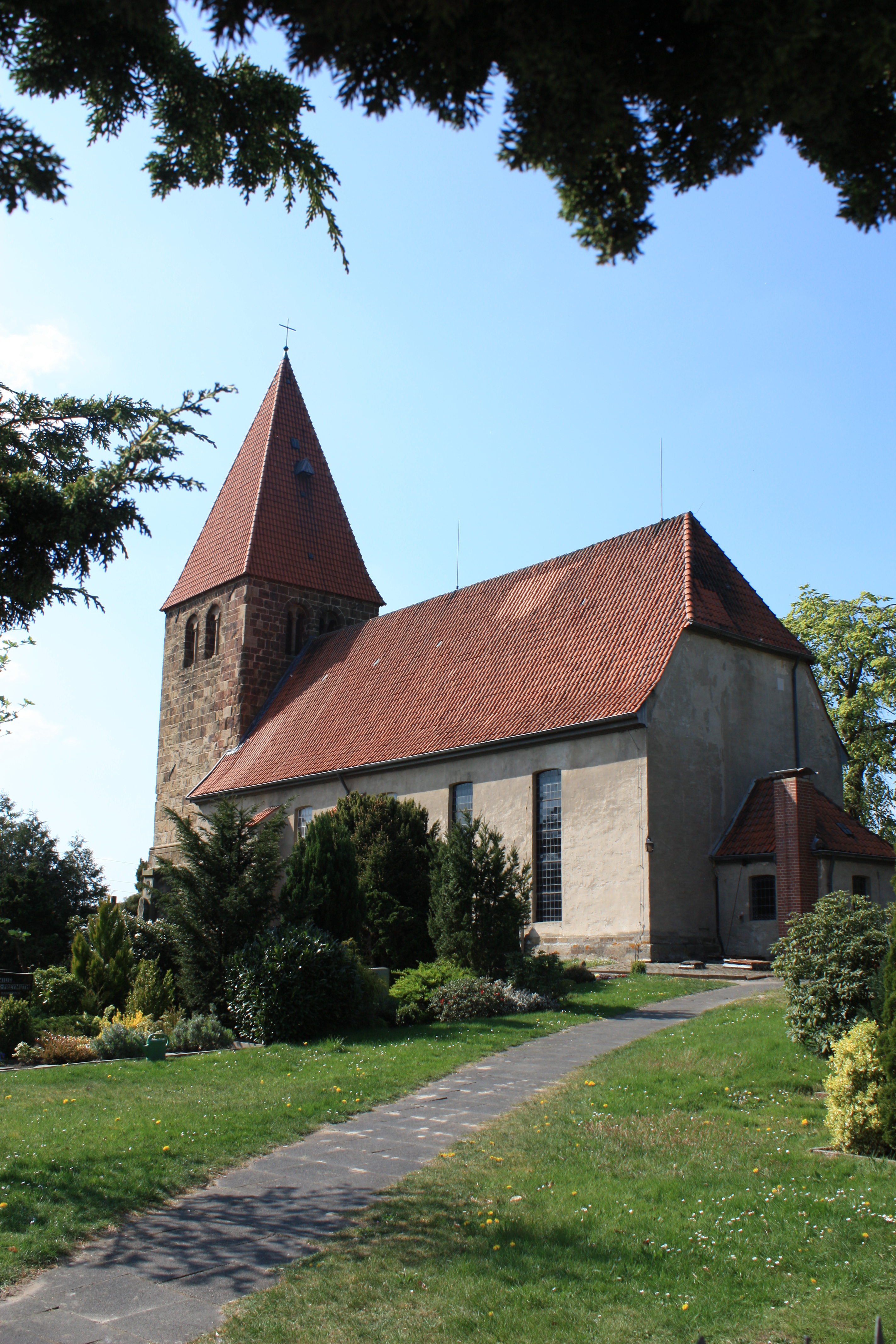
Willehadi-Kirche
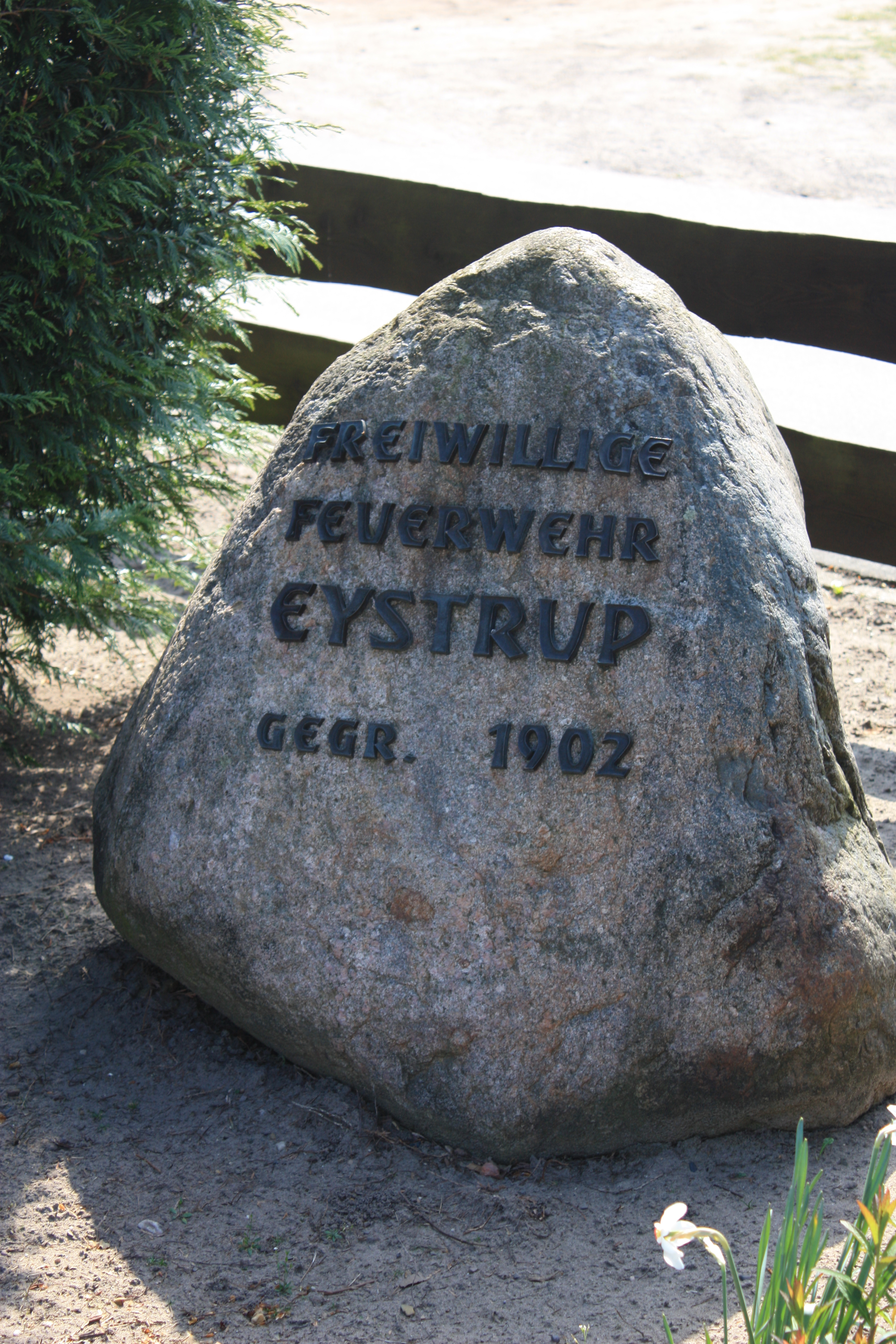
Gedenkstein
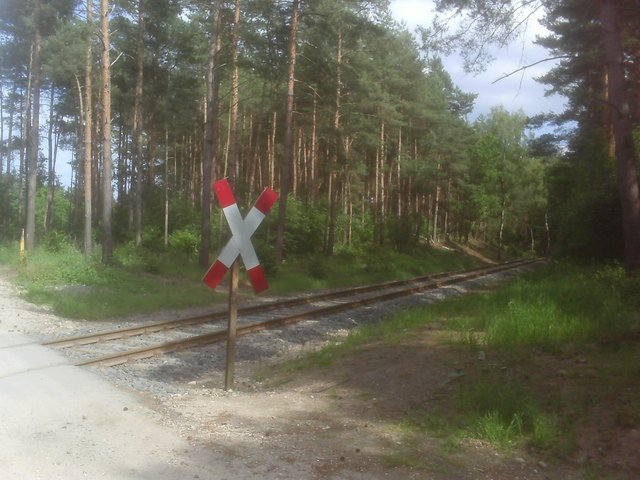
Museumseisenbahn

## Wirtschaft und Infrastruktur

### Wirtschaft
In Eystrup gibt es folgende Firmen der Nahrungsmittelindustrie:
- Göbber GmbH (gegründet 1888), Hersteller von Konfitüren, Sirups und Honig
- Leman GmbH & Co. KG, ein Senf-, Essig- und Ölproduzent, mit einer Dampfmaschine als Industriedenkmal
- Kaiser & Kühne Freizeitgeräte GmbH, Hersteller von Spiel- und Freizeitgeräten

### Öffentliche Einrichtungen
Eystrup ist Standort eines großen Seniorenpflegeheimes (Landsitz Hohenholz). Nächstgelegene Krankenhäuser sind die Aller-Weser-Klinik in Verden (Aller) und die Mittelweserkliniken (Helios-Kliniken) in Nienburg/Weser. In Eystrup gibt es eine Freiwillige Feuerwehr.

### Verkehr
Eystrup liegt an der B 215 zwischen Nienburg/Weser und Verden. 
Der Bahnhof Eystrup liegt an der Bahnstrecke Wunstorf–Bremen (die in diesem Abschnitt auch Teil der Weser-Aller-Bahn ist) und an der Güter- und Museums-Eisenbahnstrecke Eystrup – Hoya – Bruchhausen-Vilsen – Syke („Kaffkieker“). 
Mehrere Buslinien der Verkehrsbetriebe Grafschaft Hoya (VGH) stehen im Nahverkehr zur Verfügung. Tariflich ist Eystrup in den Verkehrsverbund Bremen/Niedersachsen (VBN) eingebunden.

### Vereine
Der Schützenverein von um 1920 teilte sich, nachdem  Doenhausen 1929 zu Eystrup eingemeindet wurde, in der Schützenverein Eystrup und der Schützenverein Doenhausen. Seit 1958 besteht der Spielmannszug im Schützenverein Doenhausen der u. a. beim Schützenfest in Hannover, dem Germanenfünfkampf in Otterndorf, dem Bremer Freimarkt oder dem Kramermarkt in Oldenburg spielt. Im Schützenverein Doenhausen besteht seit 2016 eine Bogenabteilung, die im Sommer auf dem Sportplatz über den Akazienweg zu finden ist und in den Wintermonaten in der Sporthalle der Grundschule Eystrup. Der Schützenverein Doenhausen hält  zwei Anlagen mit Lichtpunktgewehren und -pistolen bereit. Das Schützenhaus ist mit einem digitalisierten Luftdruckstand mit zehn Ständen ausgestattet.
Der Heimatverein Eystrup Grafschaft Hoya von 1971 fördert alle Bestrebungen zum Natur- und Umweltschutz, zur Pflege von Denkmalen, der Heimatgeschichte, der Volkskunde und der plattdeutschen Sprache. Die Interessengemeinschaft Industriedenkmal Senffabrik Leman schloss sich 2012 dem Heimatverein an.
Der Schwimmverein Naturfreibad Eystrup betreibt überwiegend ehrenamtlich seit 2004 das 1960 gebaute Naturfreibad.